# Oreochromis placidus
Oreochromis placidus és una espècie de peix de la família dels cíclids i de l'ordre dels perciformes.

## Subespècies
- Oreochromis placidus placidus (Trewavas, 1941)
- Oreochromis placidus ruvumae (Trewavas, 1966)